# Sun Qian
Sun Qian (chinesisch 孙乾), Großjährigkeitsname Gonghu (chinesisch 公祐), war ein General der Wu-Dynastie zur Zeit der Drei Reiche im alten China.
Er war der dritte Sohn des Kronprinzen Sun He. Nachdem dieser sich 250 mit seinem Bruder Sun Ba überwarf und abgesetzt wurde, ging Sun Qian vom Kaiserhof fort. Er übernahm in den 260er Jahren ein militärisches Kommando in Yongan. Dort bekämpfte er die ansässigen Banditen, wurde aber von seinem Bruder Sun Hao argwöhnisch betrachtet und als potentieller Rivale hingerichtet.